# Барби Фереира
Барби Линхарес Фереира (енгл. Barbara Linhares Ferreira; Њујорк, 14. децембар 1996) америчка је манекенка и глумица. Позната је по улози Кет Ернандез у серији Еуфорија (2019—2022).

## Филмографија
| Година     | Српски назив           | Изворни назив | Улога                 | Напомене                   |
| ---------- | ---------------------- | ------------- | --------------------- | -------------------------- |
| 2018.      | Развод                 |               | Ела                   | 2. епизоде                 |
| 2019—2022. | Еуфорија               |               | Кетрин „Кет” Ернандез | главна улога (1—2. сезона) |
| 2020.      | Нећемо се више плашити |               | Бејли Батлер          |                            |
| 2022.      | Не                     |               | Данијела              |                            |